# Abraham Janssens

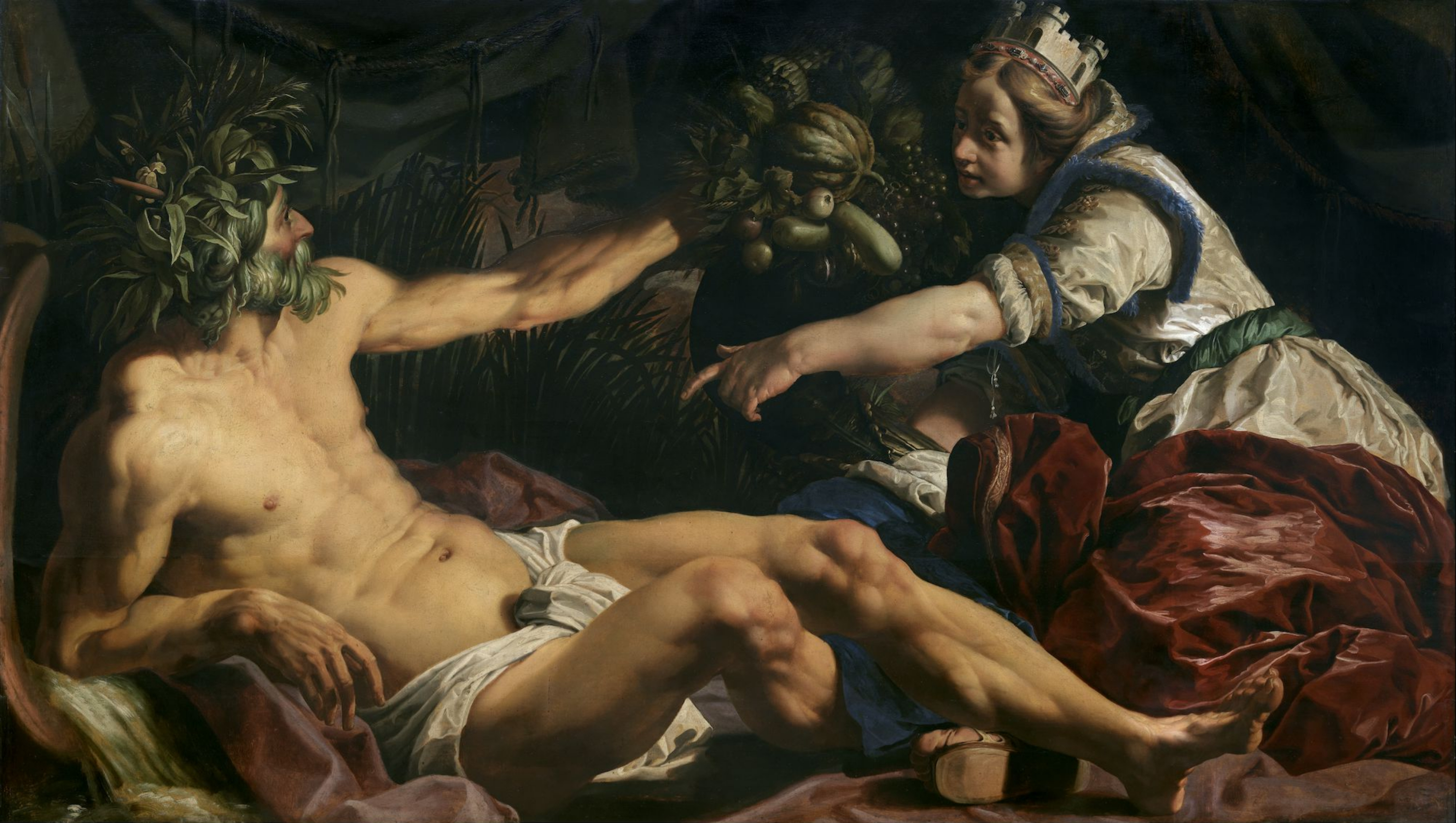
Abraham Janssens, Skalda i Antwerpia (1609), Koninklijk Museum voor Schone Kunsten

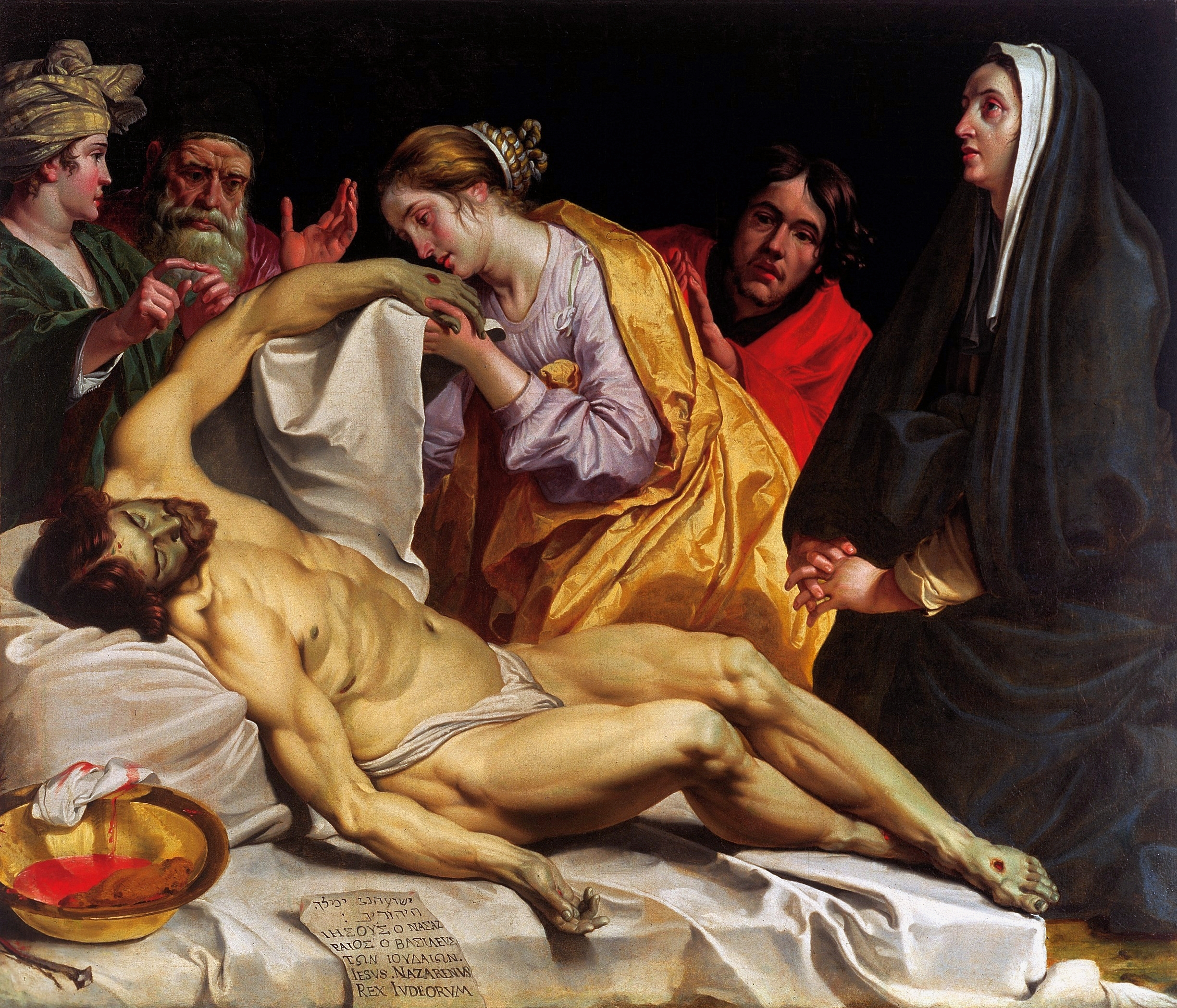
Abraham Janssens, Opłakiwanie Chrystusa (ok. 1621–1622), Muzeum Narodowe w Warszawie

Abraham Janssens van Nuyssen (1575 w Antwerpii, zm. 25 stycznia 1632 tamże) – flamandzki malarz okresu baroku.

## Życiorys
W latach 1584–1585 terminował u Jana Snellincka, w 1598 w Rzymie był uczniem holenderskiego artysty Willema van Nieulandta. Około 1601 powrócił do Antwerpii, gdzie został mistrzem cechu św. Łukasza. W 1609, razem z Rubensem, otrzymał zlecenie na udekorowanie sali reprezentacyjnej ratusza w Antwerpii. W 1610 wstąpił do Bractwa Pielgrzymów św. św. Piotra i Pawła.
Współpracował także z Fransem Snydersem, pejzażystą Janem Wildensem, Janem Breughelem młodszym i Adriaenem van Utrechtem. Jego uczniami byli m.in. Gerard Seghers i Theodoor Rombouts.

## Twórczość
Malował obrazy mitologiczne, historyczne, religijne i alegoryczne. Początkowo tworzył w stylu eklektycznym, z elementami manieryzmu, mając skłonność do skomplikowanych, tłocznych kompozycji. Następnie na krótko uległ wpływowi caravaggionizmu, tworząc bardzo plastyczne postaci w silnie skontrastowanym światłocieniu. W latach dwudziestych XVII wieku jego malarstwo inspirowane było bolońsko-rzymską szkołą Carraccich; widoczny był też wpływ Rubensa.

## Wybrane dzieła
- Ceres, Bachus i Wenus (po 1601) – Sibiu, National Brukenthal Museum,
- Diana i Kallisto – Budapeszt, Muzeum Sztuk Pięknych,
- Ecce Homo (1612–1613) – Warszawa, Muzeum Pałacu Króla Jana III w Wilanowie,
- Herkules, Pan i Omfale – 1607, deska 148 × 189, Statens Museum voor Kunst
- Odpoczywająca Diana – Kassel, Staatliche Museen,
- Olimp – Monachium, Stara Pinakoteka,
- Opłakiwanie Chrystusa (ok. 1624) – Warszawa, Muzeum Narodowe,
- Skalda i Antwerpia (1609) – Antwerpia, Koninklijk Museum voor Schone Kunsten,
- Św. Łukasz malujący Madonnę (1603) – Mechelen, Katedra,
- Wenus i Adonis – Wiedeń, Kunsthistrisches Museum.